# 메리켄 파크

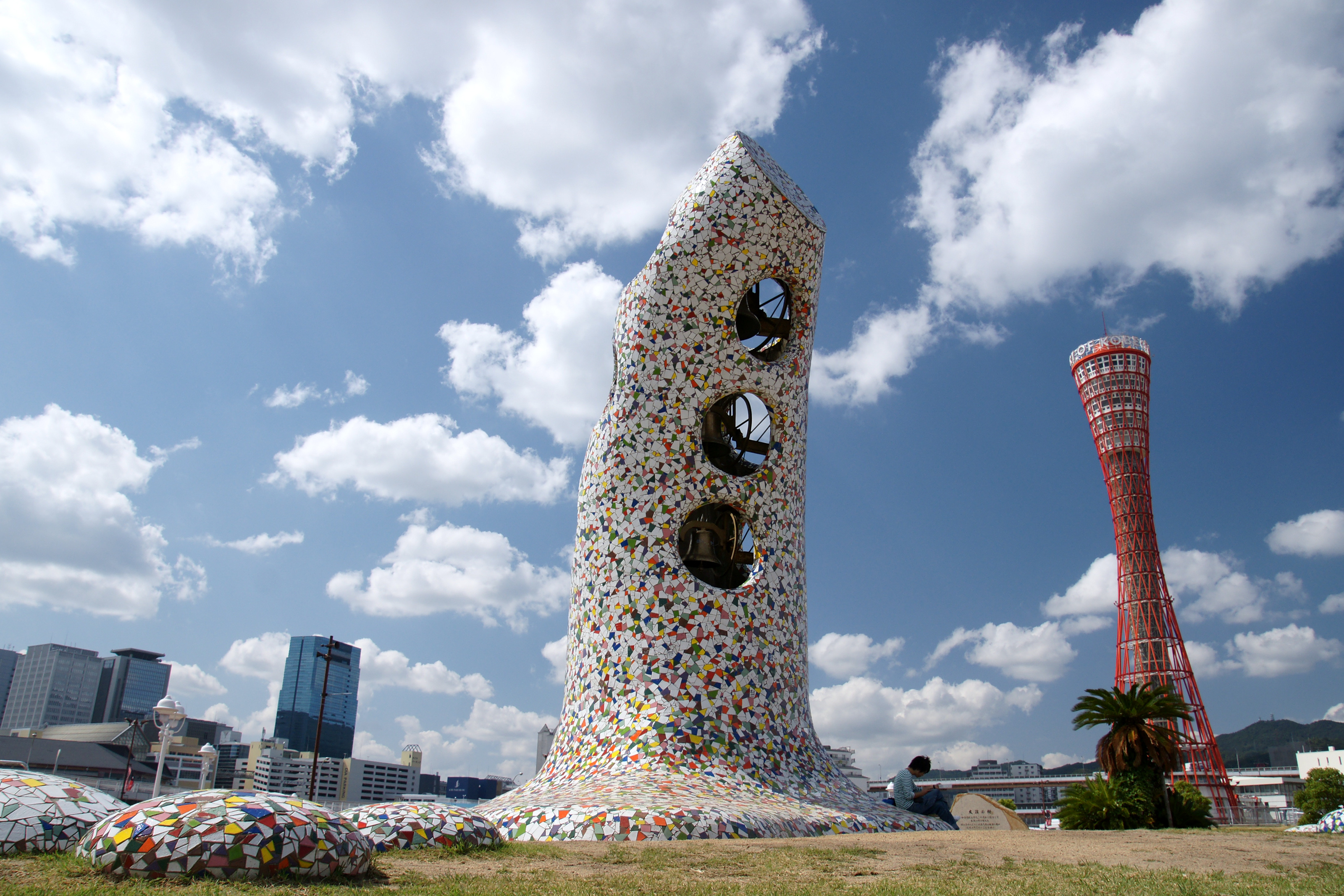
메리켄 파크

메리켄 파크(일본어: メリケンパーク)는 일본 효고현 고베시 주오구에 있는 공원이다. 1987년 후반 조성되었으나, 1995년 고베 대지진 이후 재정비되어 지금의 모습을 갖추게 되었다. 메리켄 파크 안에는 고베 포트 타워, 고베 해양 박물관, 고베 항 지진 메모리얼 파크, 고베 메리켄 파크 오리엔탈 호텔 등이 있다.

## 같이 보기
- 고베항
- 고베시